# The Day I Tried to Live
Singles de Soundgarden
Spoonman
(1994) Black Hole Sun
(1994)
The Day I Tried to Live est une chanson du groupe grunge Soundgarden. C'est la 10e piste de l'album Superunknown. Elle fut publiée sous forme de single en 1994, mais fut sous-promue par rapport à Black Hole Sun et Spoonman. Le chanteur Chris Cornell, Chanteur du groupe et compositeur de la chanson parle ainsi de la signification des paroles :

« Il s'agit d'essayer de ne plus être structuré, fermé et reclus, Choses avec lesquelles j'ai toujours eu un problème. Il s'agit d'essayer d'être normal et de simplement sortir et être avec d'autres personnes et passer du temps. J'ai parfois tendance à être assez fermé et à ne pas voir de gens pendant de longues périodes et à n'appeler personne. C'est en fait, en quelque sorte, une chanson pleine d'espoir. Surtout les lignes Une fois de plus / Pourrait le faire (One more time around/Might do it), qui disent essentiellement : « J'ai essayé aujourd'hui de comprendre et d'appartenir et de m'entendre avec d'autres personnes, et j'ai échoué, mais je vais probablement réessayer demain ». Beaucoup de gens ont mal interprété cette chanson comme une chanson de suicide. Prendre le mot « vivre » trop littéralement. Le jour où j'ai essayé de vivre signifie plus comme le jour où j'ai essayé de m'ouvrir et de vivre tout ce qui se passe autour de moi plutôt que de tout faire gâcher et de me cacher dans une grotte »

## Charts
| Chart                  | Durée du classement | Position | Date          |
| ---------------------- | ------------------- | -------- | ------------- |
| Mainstream Rock Tracks | 15 semaines         | 13e      | 20 mai 1995   |
| Alternative Songs      | 7 semaines          | 25e      | 15 avril 1995 |
| Alternative Rock       | 2 semaines          | 27e      | 19 juin 1995  |
| UK Singles Chart       | 2 semaines          | 42e      | 24 avril 1994 |